# Che la festa cominci
Che la festa cominci è un romanzo dello scrittore italiano Niccolò Ammaniti, pubblicato nel 2009.

## Trama
La festa dell'eccentrico multimiliardario Sasà Chiatti a cui sono invitati molte personalità dello spettacolo, dello sport e della politica, ha luogo a Roma, nel parco di Villa Ada, da lui acquistata dal Comune di Roma e completamente trasformata per poter ospitare le attività (che comprendono anche un safari) da lui organizzate. 
In questo scenario, lo scrittore di successo Fabrizio Ciba tenta di trovare l'ispirazione per creare il suo capolavoro e Mantos, il capo della setta satanica delle belve di Abaddon di Oriolo Romano, tenta di assassinare, organizzando un sacrificio rituale satanista, la cantante Larita, ex satanista ora convertita al cattolicesimo.
La festa degenera quando i safari cominciano a produrre le prime vittime tra gli ospiti e diviene drammatica quando un gruppo di persone (i ciccioni), abitanti delle catacombe sotterranee di Santa Priscilla escono in superficie per razziare cibo, massacrando e rapendo i partecipanti alla festa. 
Questi ultimi scoprono che gli uomini che li hanno trascinati nelle catacombe sono la degenerazione genetica degli atleti sovietici (e i loro discendenti) che parteciparono alle Olimpiadi di Roma del 1960, scappati durante i Giochi alla ricerca della libertà dall'oppressione del regime comunista dell'Unione Sovietica di quegli anni.

## Edizioni
- Niccolò Ammaniti, Che la festa cominci, Einaudi, 2009,  p. 328, ISBN 88-06-19101-2.